# Reglement van Orde van de Tweede Kamer
Het Reglement van Orde van de Tweede Kamer der Staten-Generaal (afkortingen: RvOTK of RvO II) bevat de belangrijkste regels voor de gang van zaken in de Tweede Kamer. Wie mag wanneer spreken, hoe wordt een wetsvoorstel behandeld, wat zijn de taken van commissies en welke bevoegdheden hebben de Voorzitter en de griffier. Er is ook geregeld dat de Tweede Kamer een kabinets(in)formateur kan aanwijzen, er zijn richtlijnen over vertrouwelijke stukken en regels voor het burgerinitiatief.
Het Reglement van Orde bepaalt in sterke mate de dagelijkse parlementaire praktijk. Goede kennis ervan is nuttig voor Kamerleden, hun medewerkers en geïnteresseerden. Procedures die te volgen zijn kunnen bepalend zijn voor de vraag of een onderwerp wel of niet aan de orde kan worden gesteld. In die zin heeft het reglement politieke betekenis.
Sinds 31 maart 2021 werkt de Tweede Kamer met een nieuw Reglement van Orde, dat sindsdien vijf kleine wijzigingen heeft ondergaan.

## Inhoud
In totaal zijn er 15 hoofdstukken.
1. Begripsbepalingen
2. Begin en einde van het lidmaatschap
3. Voorzitter, ondervoorzitters en presidium
4. Raming
5. Fracties
6. Personeel
7. Commissies
8. Plenaire vergadering
9. Behandeling van (Rijks)wetten, initiatiefvoorstellen, andere stukken en verdragen
10. Verzoekschriften en burgerinitiatief
11. Vragen van inlichtingen aan de regering
12. Vragen van inlichtingen aan kabinets(in)formateur(s)
13. Enquête
14. Drukken van stukken
15. Bezoekers en toehoorders
16. Slotbepalingen

Reglementen van de Staten-Generaal zijn geen wetten of AMvB's maar vormen een categorie op zichzelf. Ze zijn te zien als door de Tweede Kamer besloten organisatorische regelingen voor een doelmatige uitvoer van de haar gegeven (grond)wettelijke opgaven en bevoegdheden. Ze zijn ook deels (eeuwenoud) gewoonterecht en deels uitvoer van wet- en regelgeving, bijvoorbeeld het indienen en behandelen van verzoekschriften van burgers, het petitierecht (vanaf 1814 opgenomen in de Grondwet) en onverenigbaar zijn van bepaalde andere functies met dat van het Kamerlidmaatschap.

## Commissies
Er is per ministerie een vaste commissie voor behandeling van alle zaken die onder dat betreffende ministerie vallen, met uitzondering van het ministerie van Algemene Zaken. Er zijn ook vaste commissies voor Digitale Zaken, voor Europese Zaken, voor Koninkrijksrelaties, voor de Inlichtingen- en Veiligheidsdiensten en voor de Rijksuitgaven. Daarnaast kunnen er door de Kamer tijdelijke commissies worden ingesteld voor het uitvoeren van een parlementaire enquête. Een aantal zaken die voorheen tijdens de plenaire vergaderingen moesten worden afgehandeld, vinden nu in commissievergaderingen van de Tweede Kamer plaats. Bijvoorbeeld kunnen Kamerleden die brieven of andere informatie willen opvragen bij de regering, dat voortaan alleen in een commissievergadering doen met uitzondering van informatie  die betrekking heeft op een actueel plenair debat. Debatten over een bepaald onderwerp waarvoor een commissie bestaat, kunnen in de commissievergadering worden gehouden, die plaatsvinden in een kleinere zaal en ook live online kunnen worden uitgezonden.

## Herziening 2019, in werking 2021
In 2018 werd op initiatief van Kamervoorzitter Khadija Arib besloten een grondige herziening van het Reglement te laten plaatsvinden. Een grondige herziening gebeurde voor het laatste in 1994. Een werkgroep onder leiding van Kees van der Staaij voerde een onderzoek naar de herziening uit.
Op 30 oktober 2019 bracht de werkgroep haar rapport uit. Naast een aantal maatregelen die opgenomen kunnen worden in het reglement constateerde de commissie dat ‘sommige problemen eerder vragen om een aanpassing van de parlementaire cultuur dan om een nieuwe juridische regeling‘. Geadviseerde maatregelen betreffen onder meer het komen te vervallen van niet-ingeplande debatten na 12 weken, het dynamischer maken van het mondelinge vragenuur, het belangrijker maken van commissievergaderingen en het niet eindeloos kunnen aanhouden van moties. De Kamer stemde op 25 februari 2021 in met de voorstellen en het nieuwe reglement is op 31 maart 2021 ingegaan. Sindsdien heeft het vijf kleine wijzigingen ondergaan.